# TVR Folclor
TVR Folclor este un canal de muzică populară ce aparține Societății Române de Televiziune, care a fost lansat pe 27 noiembrie 2023. TVR Folclor este unul din cele nouă canale ale SRTv.